# Haslacher Weiher
Der Haslacher Weiher ist ein Stillgewässer im Gebiet der baden-württembergischen Stadt Aulendorf im Landkreis Ravensburg in Deutschland.

## Lage
Der 2,3 Hektar große Haslacher Weiher, etwa dreieinhalb Kilometer nordöstlich der Aulendorfer Stadtmitte beim Weiler Haslach auf einer Höhe von etwa 559 m ü. NHN gelegen, gehört naturräumlich zum Oberschwäbischen Hügelland. Er wird heute vom „Fischerei- und Naturschutzverein Aulendorf“ als Angelgewässer genutzt.

## Hydrologie
Der Haslacher Weiher wurde wahrscheinlich im 15. Jahrhundert angelegt, 1426 wird er erstmals erwähnt. Sein Einzugsgebiet erstreckt sich auf rund 860 Hektar. Er ist bis zu 4 m tief. Bei einer durchschnittlichen Tiefe von 2,1 m und einer Fläche von 2,3 ha ergibt sich ein Volumen von etwa 46.000 Kubikmeter.
In den Weiher münden der Schlupfenbach sowie ein kürzerer, Mühlbach genannter Graben. Ihm entfließt über ein Regulierwehr der Haslacher Bach sowie ein anderer kurzer Mühlbach, der bald in den Haslacher Bach mündet. Auf einer älteren Karte wird auch dieser noch ein Stück weit als Schlupfenbach bezeichnet. Er entwässert über die Schussen zu Bodensee und Rhein.

## Ökologie
Seit dem Jahr 2000 sind die Städte Aulendorf und Bad Waldsee (nur Einzugsgebiet) mit dem Haslacher Weiher am Aktionsprogramm zur Sanierung oberschwäbischer Seen beteiligt. Ein wichtiges Ziel dieses Programms ist es, Nährstoffeinträge in Bäche, Seen und Weiher zu verringern und die Gewässer dadurch in ihrem Zustand zu verbessern und zu erhalten.
Das Einzugsgebiet wird zu 80 Prozent für die Wald- und zu 15 Prozent für die Landwirtschaft – davon 5 Prozent Grünland und 10 Prozent Ackerland – genutzt.
| Jahr                                     | 2000 | 2002  | 2009  | 2014  |
| Gesamt PO4-Phosphor (µg/l)               | 27   | 35    | 59    | 40    |
| Chlorophyll a (µg/l)                     | 09   | 12    | 12    | 13    |
| Chlorophyll a-Spitze (µg/l)              | 18   | 30    | 20    | 31    |
| anorganischer Gesamt-Stickstoff a (mg/l) |      | 01,93 | 01,21 | 00,67 |
| Sichttiefe (m)                           | 00,8 | 00,8  | 00,9  | 00,9  |

### Flora und Fauna
Im Bereich des Haslacher Weihers beobachtete Pflanzen
- Gelbe Teichrose (Nuphar lutea), eine Art aus der Familie der Seerosengewächse
- Weiße Seerose (Nymphaea alba), im Volksmund oft als Wasserlilie bezeichnet, auch zu den Seerosengewächsen gehörend
- Kleine Wasserlinse (Lemna minor L.), Art aus der Familie der Aronstabgewächse

und Tiere
- Blässhuhn (Fulica atra), eine Art aus der Familie der Rallen
- Rohrammer (Emberiza schoeniclus), auch Rohrspatz genannt, ist eine Vogelart aus der Familie der Ammern
- Teichrohrsänger (Acrocephalus scirpaceus), eine Singvogelart aus der Familie der Grasmückenartigen

## Naturschutzgebiet
Der Haslacher Weiher ist von dem nach ihm benannten Naturschutzgebiet „Haslacher Weiher“ umgeben. Es ist ein wichtiges Element im Verbund oberschwäbischer Feuchtgebiete, historisches Zeugnis vielfältiger Weihernutzungsformen und Lebensraum sowie Rückzugsgebiet einer artenreichen Tier- und Pflanzenwelt.
- Siehe auch: Liste der Naturschutzgebiete im Landkreis Ravensburg